# 皮爾龐特馬諾 (紐約州)
皮爾龐特馬諾（英語：Pierrepont Manor）是位於美國紐約州傑佛遜縣的普查規定居民點。

## 人口
根據2020年美國人口普查的數據，皮爾龐特馬諾的面積為2.01平方千米，當中陸地面積為2.00平方千米，而水域面積為0.01平方千米。當地共有人口212人，而人口密度為每平方千米105.47人。